# 函館Liner
函館Liner（日语： Hakodate-Raina */?）是北海道旅客鐵道（JR北海道）在函館本線函館站至新函館北斗站之間運行的普通列車和快速列車。

## 概要

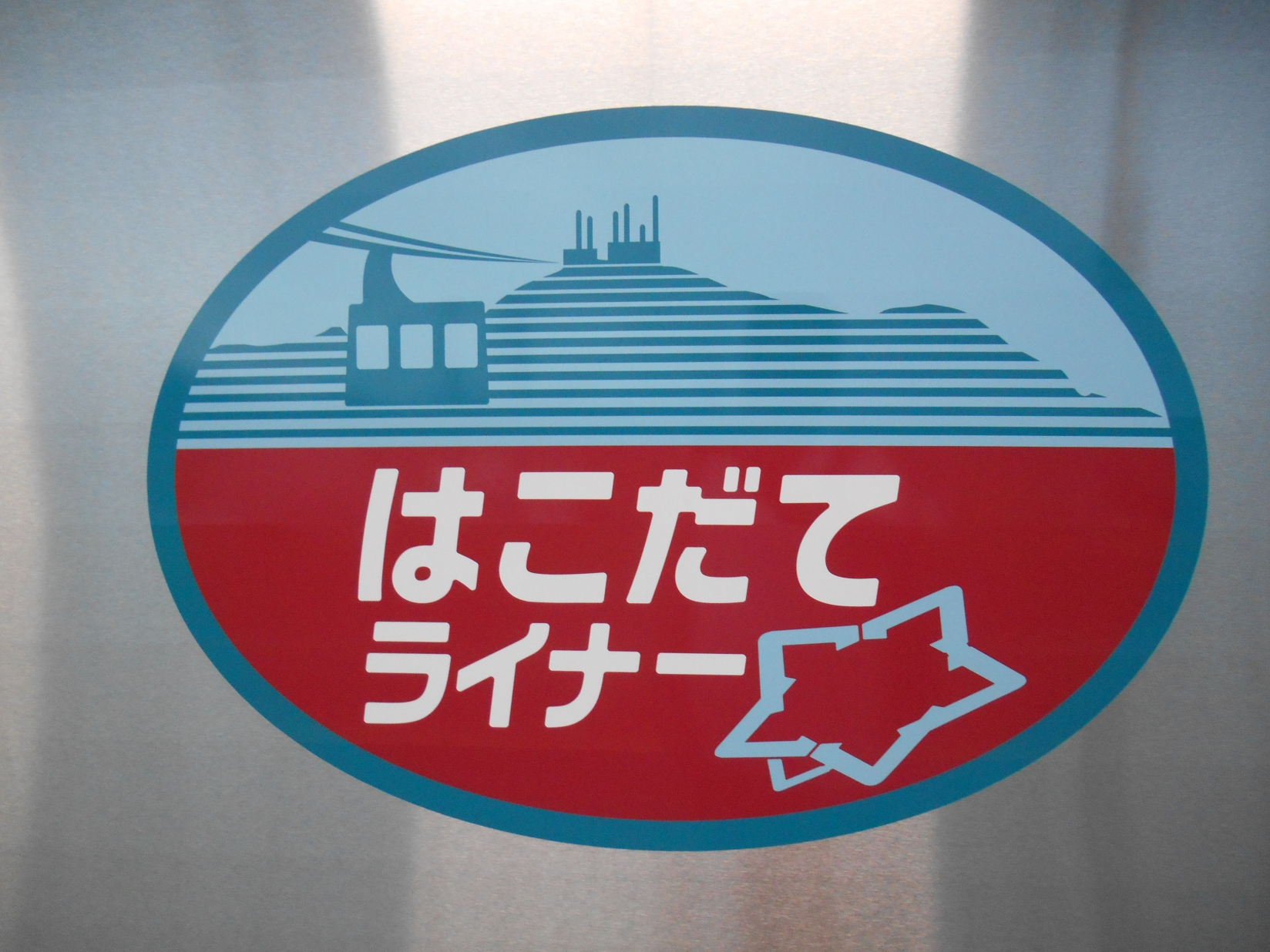
函館Liner標識

列車名稱在2014年（平成26年）11月20日至12月22日之間公開招募。第1位為函館Liner，名稱的由來是把列車目的地「函館」和「Liner」合併之成，使乘客更易了解此列車運行地區而決定採用。
在2016年（平成28年）3月26日，北海道新幹線新青森站至新函館北斗站之間開業，作為接駁函館站至新函館北斗站之間的本列車也同時開始運行。
函館至七飯之間曾經有區間列車運行，但在新幹線開業後停止營運，使函館Liner同時擔當函館近郊運輸之任務。

## 運行狀況
現時，列車定期行走函館站至新函館北斗站之間16往返班次共32班，除了早上上行首班車和深夜下行尾班車外，全部列車都可轉乘新幹線「隼」和「疾風」。在所有班次中，下行6班、上行7班為快速列車。除此之外，在北海道新幹線開業後與日本黃金周，許多乘客使用期間，最多可增加臨時快速列車3往返班次。

## 停車站

### 快速列車
函館站 - 五稜郭站 - 新函館北斗站

### 普通列車
函館站 - 五稜郭站 - 桔梗站 - 大中山站 - 七飯站 - 新函館北斗站

## 使用列車與編成

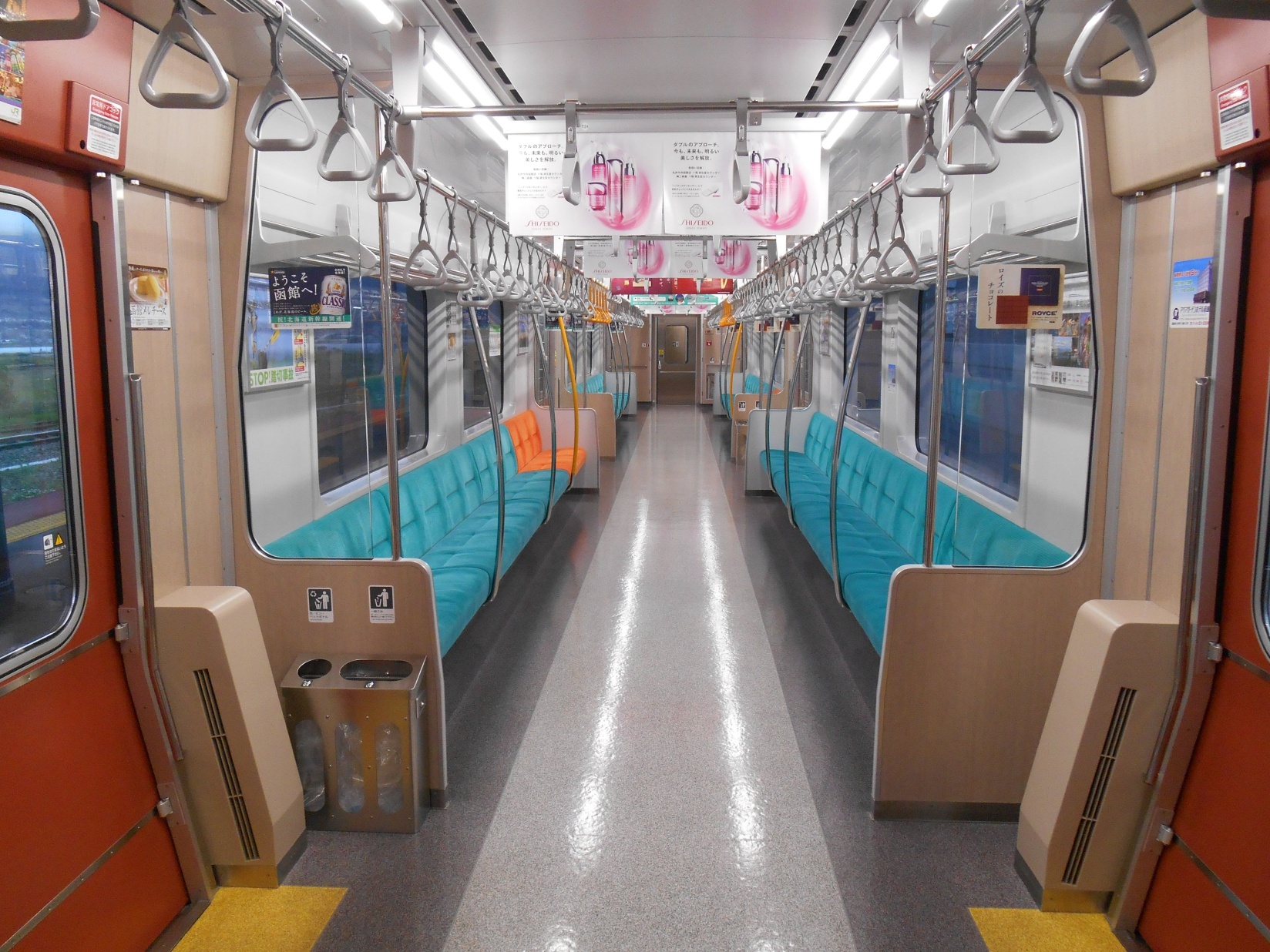
函館Liner內裝

全部列車都由函館運輸所所屬的733系1000番台電聯車（3卡編成）運行。是在道南地區國鐵、JR路線中，首次有普通列車使用電聯車運行。 
733系3卡編成列車可乘載441人，與一列新幹線乘載731人來說是較少。在繁忙時期，將會以兩列733系列車拼結以6卡編成運行。

## 沿革
- 2011年（平成23年）12月13日：JR北海道宣布，由北海道新幹線新青森站至新函館站（暫名）之間開業時，函館站至新函館站（暫名）之間將會引入接駁列車[JR北 3]。
- 2014年（平成26年）11月20日：宣布行走函館站至新函館北斗站之間的接駁列車使用733系1000番台電聯車[JR北 4]。同日起至同年12月22日，公開招募接駁列車的名稱[JR北 5]。
- 2015年（平成27年）
  - 2月12日：列車名稱決定為「函館Liner」[JR北 1]。
  - 9月16日：發表「函館Liner」基本運行計劃，決定列車每日運行16往返班次[JR北 6][JR東 1]。
  - 12月18日：發表「函館Liner」詳細運行計劃[JR北 2]。
- 2016年（平成28年）3月26日：「函館Liner」開始運行[JR北 2]。
- 2017年（平成29年）3月4日：修訂時間表。部分「函館Liner」修改行車時間。
- 2018年（平成30年）3月17日：修訂時間表。部分「函館Liner」修改行車時間。また、深夜の函館発の「函館Liner」の運転時刻を57分繰り下げ。
- 2019年（平成31年）3月16日：修訂時間表。因青函隧道内最高速度提升，「隼」和「疾風」列車行車時間縮短，所以部分「函館Liner」修改行車時間。
- 2020年（令和2年）5月2日 - 5月6日：因COVID-19影響，部分「隼」列車暫停服務，所以相應接駁的「函館Liner」亦暫停服務。
- 2021年（令和3年）3月13日：修訂時間表。因東北新幹線上野站 - 大宮站間最高速度提升，部分「隼」列車行車時間縮短，所以部分「函館Liner」修改行車時間。

## 注腳

### 報道發表資料

#### JR北海道
1. 1 2   (PDF) (新闻稿). 北海道旅客鐵道. 2015-02-12  [2015-02-12]. （原始内容存档 (PDF)于2015-02-12）.
2. 1 2 3 4   (PDF) (新闻稿). 北海道旅客鐵道. 2015-12-18  [2015-12-18]. （原始内容存档 (PDF)于2015-12-18）.
3. ↑   (PDF) (新闻稿). 北海道旅客鐵道. 2011-12-13  [2011-12-17]. （原始内容存档 (PDF)于2011-12-17）.
4. ↑   (PDF) (新闻稿). 北海道旅客鐵道. 2014-11-20  [2014-11-20]. （原始内容存档 (PDF)于2014-11-20）.
5. ↑   (PDF) (新闻稿). 北海道旅客鐵道. 2014-11-20  [2014-11-27]. （原始内容存档 (PDF)于2014-11-27）.
6. ↑   (PDF) (新闻稿). 北海道旅客鐵道. 2015-09-16  [2015-09-16]. （原始内容存档 (PDF)于2015-09-16）.

#### JR東日本
1. ↑   (PDF) (新闻稿). 東日本旅客鐵道. 2015-09-16  [2015-09-16]. （原始内容存档 (PDF)于2015-09-16）.

## 相關項目
- 北海道新幹線
- 新幹線接力號